# Cupido i Psique (Museus Capitolins)
Cupido i Psique és una estàtua de marbre conservada als Museus Capitolins de Roma; és una còpia romana del segle I o II, d'un original grec del període hel·lenístic. La donà als Museus Capitolins Benet XIV el 1749, poc després del seu descobriment. El seu equilibri elegant i l'aparença sentimental la convertiren en una de les preferides de generacions d'artistes i visitants neoclàssics, i l'han copiada en moltes obres de porcellana de bescuit. Antonio Canova intentà superar l'original antic amb el seu Cupido i Psique del 1808.

## Història
Es va trobar l'escultura al jardí de la vigna del canònic Panicale, al turó de l'Aventí al febrer del 1749.
L'escultura va eclipsar una escultura romana anterior de marbre que representava un Cupido i Psique alats, que havia estat descoberta al segle XVII, i confiada a la col·lecció Mèdici de Florència. El Cupido i Psique del Capitoli fou una de les millors obres de les col·leccions romanes segrestades pels francesos segons els termes del Tractat de Tolentino (1797) i transferides a París. L'obra tornà a Roma després de la davallada de Napoleó Bonaparte.
Una altra versió de Cupido i Psique la va descobrir Giuseppe Fede durant les primeres excavacions a la Vil·la Hadriana a Tívoli. Ara n'ha desaparegut.

## Importància
L'escultor Antonio Canova acceptà el repte d'intentar igualar l'obra amb el seu Cupido i Psique del 1808 (al Museu de l'Hermitage de Sant Petersburg).

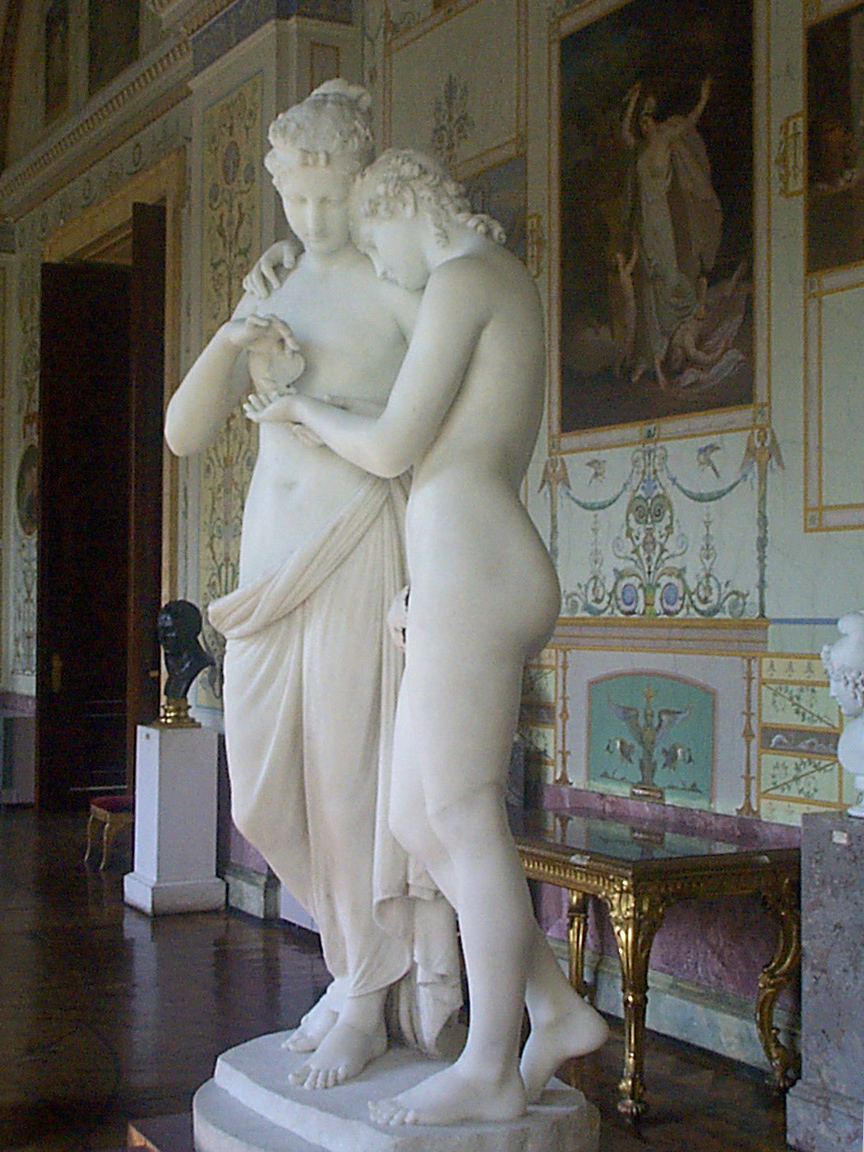
Cupido i Psique d'Antonio Canova, 1808 (Museu Estatal de l'Hermitage, Sant Petersburg)